# Cecilia Bartoli
Cecilia Bartoli (Roma, 4 de junho de 1966) é uma cantora lírica mezzo-soprano italiana e uma popular intérprete de óperas e recitais.
Conhecida por seus papéis em óperas de Mozart e Rossini, Bartoli também é uma aclamada intérprete de cantos barrocos. Diferentemente da maioria de cantores de ópera, Bartoli tornou-se mundialmente célebre muito jovem, ainda com menos de vinte anos de idade. Entre os seus títulos, contam-se o de Cavalieri de Itália e de Chevalier des Arts et des Lettres, atribuído pelo governo francês. Cecilia Bartoli foi eleita Membro Honorário da Real Academia de Música em Londres e Accademico Effetivo di Santa Cecilia em Roma.

## Carreira
Tendo nascido em Roma, Cecilia Bartoli recebeu instrução vocal no Conservatório de Santa Cecilia. Os seus pais, Silvana Bazzoni e Angelo Bartoli, eles próprios cantores profissionais, desempenharam também um papel muito importante na sua educação musical. Os seus primeiros tempos de carreira incluíram colaborações com Herbert von Karajan, Daniel Barenboim e Nikolaus Harnoncourt. Desde então tem trabalhado com muitos outros maestros de renome, como Claudio Abbado, Pierre Boulez, Riccardo Chailly, William Christie, Myung-Whun Chung, Charles Dutoit, Adam Fischer, Christopher Hogwood, James Levine, Zubin Mehta, Marc Minkowski, Riccardo Muti, Sir Simon Rattle, Giuseppe Sinopoli e Sir Georg Solti.
Desde o início da sua carreira, Cecilia Bartoli foi sempre uma artista muito aclamada em concerto. A sua presença em recitais tem sido acompanhada com os pianistas mais em voga, como Daniel Barenboim, Myung-Whun Chung, James Levine, András Schiff e Jean-Yves Thibaudet. O seu repertório de concerto compreende peças seculares e religiosas, desde os mais antigos madrigais renascentistas aos grandes ciclos de canções orquestrais do período Romântico e do período Moderno.
Em dezembro de 2019 foi anunciado que Bartoli seria a próxima diretora artística da Ópera de Montecarlo, a partir de 1 de janeiro de 2023.

### Cantora de ópera

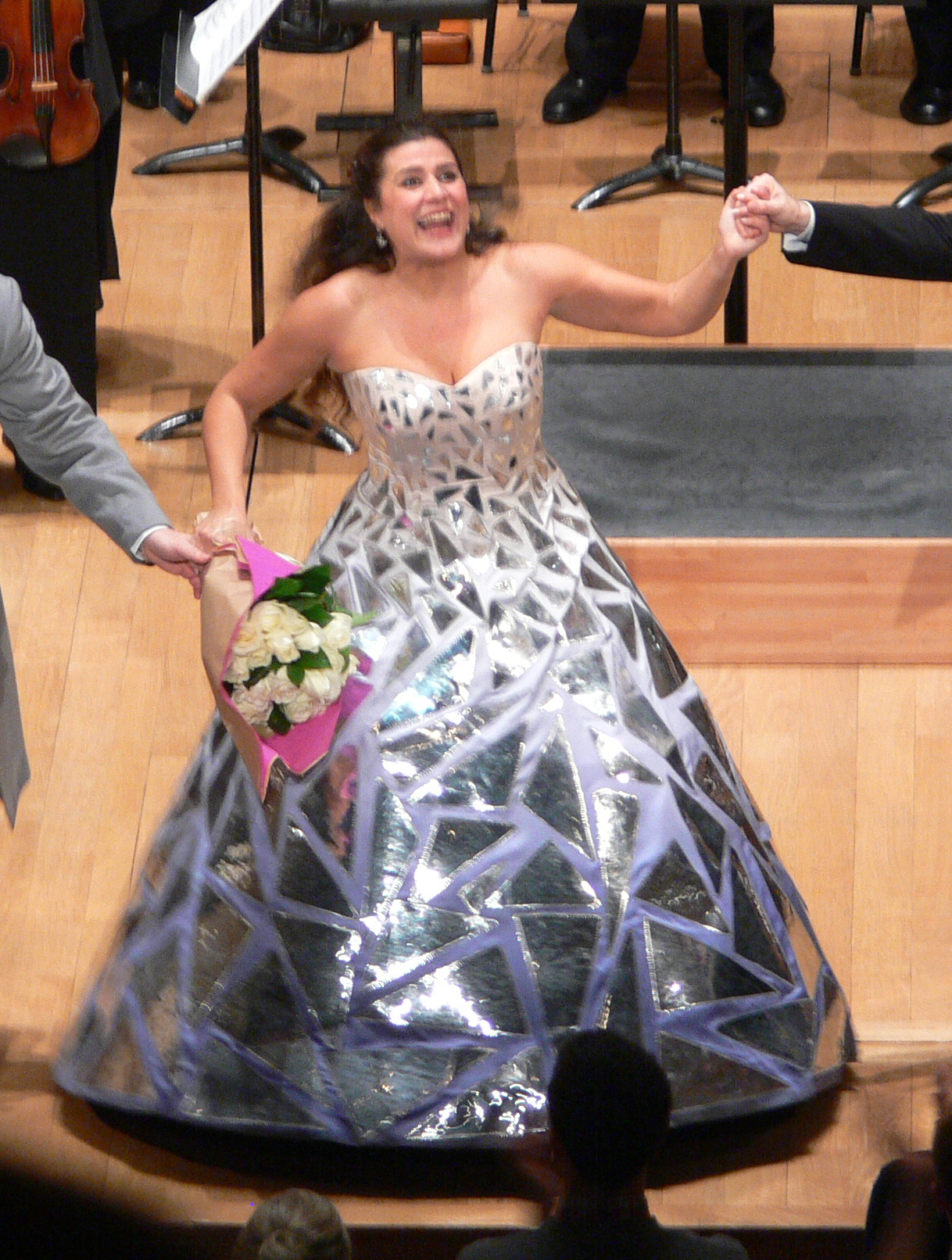
Cecilia Bartoli

Cecilia Bartoli também participou em numerosas récitas de óperas de Mozart (As Bodas de Fígaro, Don Giovanni, Così fan tutte) nos mais distintos teatros de ópera do mundo. Tem recebido o mesmo acolhimento crítico pelas suas interpretações de óperas de Rossini (O Barbeiro de Sevilha, La Cenerentola, Il Turco in Italia), Paisiello (Nina), Händel (Rinaldo, Il trionfo del tempo, Júlio César) e Haydn (Armida, L'anima del filosofo), entre outros.

### Música antiga
O seu maior empenho vai, talvez, para a área da Música antiga, para a qual ela tem insistentemente chamado a atenção do público com cada vez mais entusiasmo. As suas interpretações de Scarlatti, Paisiello, Caldara, Caccini, Vivaldi e Gluck têm ajudado a criar um novo público para este repertório um pouco por todo o mundo. Este interesse crescente na Música antiga tem levado a colaborações com grandes orquestras especializadas neste período, tais como a The Orchestra of the Age of Enlightenment, Concentus Musicus Wien, Il Giardino Armonico, Akademie für Alte Musik Berlin, The Academy of Ancient Music, Les Arts Florissants, Freiburger Barockorchester, Orchestra La Scintilla, Kammerorchester Basel and Le Musiche Nove.

## Discografia sumária
- Sacrificium, arias barrocas para castrati, edição: Decca (2009)
- La sonnambula. De Vincenzo Bellini (2 CD), edição: Decca (2008)
- Cecilia Bartoli - Maria. Arias de ópera de Giovanni Pacini, Vincenzo Bellini, Gioachino Rossini, Felix Mendelssohn, Manuel García, Lauro Rossi, edição: Decca (setembro 2007)
- Opera Proibita. Arias de Haendel, Scarlatti e Caldara, edição: Decca (2005)
- The Salieri Album. Árias de ópera de Antonio Salieri. Edição: Decca (2003)
- Gluck: Italian Arias. Árias de Christoph Willibald Gluck. Edição: Decca (2001)
- Armida, edição: Teldec classique (novembro de 2001)
- Chants d'Amour, edição: Decca (outubro de 2001)
- Live in Italy - Cecilia Bartoli, edição: Decca (setembro de 2000)
- Cecilia Bartoli - The Vivaldi Album, edição: Decca (março de 2000)
- Cecilia Bartoli: Viva Vivaldi! (DVD), edição: Naïve (25 de setembro de 2000)
- Duos - Cecilia Bartoli & Bryn Terfel, edição: Decca (setembro 2000)
- In paradisium - Requiem, edição: Deutsche grammophon (outubro de 1998)

A sua discografia compreende mais de 10 gravações completas de Mozart a Haydn, passando por Rossini e Händel, bem como numerosos discos a solo. O seu premiado "Vivaldi Album", lançado no outono de 1999, ela alcançou um enorme sucesso, tendo sido bem-sucedida, também, em suscitar um novo interesse, por parte da comunidade internacional, nas óperas praticamente desconhecidas de Antonio Vivaldi. O "Gluck-Album", lançado no ano seguinte, venceu o Grammy para Melhor Interpretação Vocal Clássica poucos meses depois do seu lançamento. Aclamado internacionalmente pela crítica, este CD figurou nos lugares de honra de numerosas listas que nomeavam os melhores trabalhos daquele ano. No Verão de 2002, Cecilia Bartoli renovou o seu contrato exclusivo com a Decca Music Group, o que assegura a continuação desta discografia lendária. Como primeiro produto desta colaboração, o "Salieri Album" (2003), gravado com a The Orchestra of the Age of Enlightenment, sob a direcção de Adam Fischer, tornou-se um best-seller quase instantaneamente. No Outono de 2005, o seu projecto mais recente, "Opera proibita", foi apresentado ao público. Com árias de Händel, Caldara e Scarlatti, ela apresenta música da sua terra-natal, Roma. Num curto período de tempo, este álbum ascendeu aos lugares mais elevados de muitos tops europeus e foi premiado com variadas distinções.